# سیارک ۱۰۹۵۱
سیارک ۱۰۹۵۱ (به انگلیسی: 10951 Spessart، نامگذاری:4050P-L) ده هزار و نهصد و پنجاه و یکمین سیارک کشف شده‌است که در ۲۴ سپتامبر ۱۹۶۰ کشف شد.